# Rodrigo Rosenberg Marzano
Rodrigo Rosenberg Marzano (28 de novembro de 1960 - 10 de maio de 2009) foi um advogado guatemalteco. Antes de sua morte, Rosenberg gravou uma mensagem em vídeo  dizendo que se ele fosse assassinado, Álvaro Colom Caballeros, o presidente da Guatemala, Gustavo Alejos, Sandra Torres de Colom e Gregorio Valdés teriam sido diretamente responsáveis. Seu assassinato subsequente causou um alvoroço nacional. Depois de uma investigação de uma comissão das Nações Unidas, autoridades declararam que Rosenberg organizou sua própria morte e contatou os primos de sua ex-mulher, Francisco José Ramón Valdés Paiz e José Estuardo Valdés Paiz, para contratar um assassino.
Carlos Castresana, chefe da CICIG, Comissão das Nações Unidas contra a Impunidade na Guatemala, que liderou a investigação na época, enfatizou que se tratava de uma hipótese provisória. Os primos acusados foram enviados para a cadeia por cumplicidade em uma audiência a portas fechadas, onde permaneceram sem julgamento por mais de dois anos.
Foram absolvidos em instância superior por inconsistências no depoimento dos assassinos e falta de provas conclusivas que os incriminassem .
Investigações posteriores da mesma comissão revelaram ligações entre os assassinos que mataram Rosenberg e os de Marjorie e Khalil Musa [carece de fontes?].
Dois dos assassinos que participaram dos dois assassinatos e que haviam originalmente mudado seu depoimento para acusar os irmãos Valdés Paiz acusaram o Ministério Público da Guatemala e a Comissão das Nações Unidas contra a Impunidade na Guatemala de pressioná-los a acusar os irmãos Valdés Paiz [carece de fontes?].

## Educação
Graduou-se com honras pelo seu alto rendimento acadêmico na Universidade Rafael Landívar na Guatemala. Obteve um primeiro título de Mestre em Direito Internacional e Direito Comparado na Universidade de Cambridge. E um segundo título de Mestre em Direito Comercial e Direito Internacional na Universidade de Harvard.